# Mazothairos
Mazothairos enormis
Genre
Espèce
Mazothairos est un genre éteint d'insecte découvert dans la formation de Mazon Creek, dans l'Illinois, dans une strate âgée de 311,45 à 306,95 millions d'années (fin du Carbonifère) : c'est la même formation fossilifère qui a livré le « monstre de Tully ».
On ne connaît de ce taxon fossile qu'une seule espèce dénommée Mazothairos enormis, géante en comparaison des autres paléodictyoptères : elle mesure 55 cm d'envergure.

## Systématique
Le genre Mazothairos et l'espèce Mazothairos enormis sont décrits en 1983 par Jarmila Kukalová-Peck (d) et Eugene Stanley Richardson (d).

## Publication originale
- (en) Jarmila Kukalová-Peck et Eugene S. Richardson Jr., « New Homoiopteridae (Insecta: Paleodictyoptera) with wing articulation from Upper Carboniferous strata of Mazon Creek, Illinois », Revue canadienne de zoologie, Éditions Sciences Canada, vol. 61, no 7,‎ 1er juillet 1983, p. 1670-1687 (ISSN 0008-4301 et 1480-3283, OCLC 39737158, DOI 10.1139/Z83-218).